# Pierre de Roubaix
Pour les articles homonymes, voir Roubaix (homonymie).
Pierre, seigneur de Roubaix est né à Herzele (près de Bruxelles) le 1er août 1415 et mort à Roubaix le 7 juin 1498. Il est inhumé en l'église paroissiale Saint-Martin, dans la chapelle "Sainte-Croix". Il succède le 7 juin 1449 à son père, Jean V de Roubaix. Il a trente quatre ans. Très jeune, il avait épousé Marguerite de Ghistelle, dame du Broeucq et de Wasquehal, héritière de l'une des plus nobles et des plus anciennes maisons de Flandres. Le fief de Wasquehal fut rattaché en 1435 à la maison de Roubaix par son mariage avec Marguerite de Ghistelles.
Il fit passer la ville d'une petite localité à une des villes les plus prospères de la région, notamment en obtenant le 1er octobre 1469 une charte de l’État bourguignon lui garantissant un privilège d'exercer le commerce et la manufacture. Il accumula par ce biais une considérable fortune.
Pierre de Roubaix fut aussi un grand voyageur, qui se rendit à Rome, à Jérusalem, alla combattre les infidèles à Carthage, etc.
À sa mort, il n'avait qu'une fille, Isabeau de Roubaix, qui lui succéda. 
Après lui, la branche masculine ainée de la famille "de Roubaix" s'éteint et la domination du fief passe, par le mariage d'Isabeau avec Jacques de Luxembourg et par le mariage de leur fille ainée Isabelle de Luxembourg à Jean III de Melun, à la maison de Melun. La descendante de Jean III, Jeanne de Melun, portait le titre de marquise transmis à la maison de Ligne par son mariage avec Lamoral Ier, premier prince de Ligne, le titre est resté dans la famille depuis.